# Поточани (Оџак)
Поточани су насељено мјесто у Босни и Херцеговини, у општини Оџак, које административно припада Федерацији Босне и Херцеговине. Према прелиминарним подацима пописа становништва 2013. године, у насељу је живјело 1.332 становника.

## Историја
Поточани су до распада Југославије били у саставу општине Оџак, након чега су подијељени на два истоимена насеља од којих се једно налази у општини Вукосавље у Републици Српској, а друго у општини Оџак у Федерацији БиХ.

## Становништво
|             | 2013.          | 1991.          | 1981.          | 1971.          |
| Укупно      | 1 332 (100,0%) | 2 250 (100,0%) | 2 277 (100,0%) | 2 193 (100,0%) |
| Хрвати      | 1 323 (99,32%) | 2 029 (90,18%) | 2 051 (90,07%) | 2 009 (91,61%) |
| Бошњаци     | 3 (0,225%)     | –              | –              | 3 (0,137%)1    |
| Непознато   | 3 (0,225%)     | –              | –              | –              |
| Срби        | 2 (0,150%)     | 176 (7,822%)   | 169 (7,422%)   | 174 (7,934%)   |
| Неизјашњени | 1 (0,075%)     | –              | –              | –              |
| Остали      | –              | 33 (1,467%)    | 17 (0,747%)    | 6 (0,274%)     |
| Југословени | –              | 12 (0,533%)    | 37 (1,625%)    | –              |
| Црногорци   | –              | –              | 1 (0,044%)     | –              |
| Македонци   | –              | –              | 1 (0,044%)     | –              |
| Албанци     | –              | –              | 1 (0,044%)     | 1 (0,046%)     |

1. 1 На пописима од 1971. до 1991. Бошњаци су пописивани углавном као Муслимани.